# De Tijdmachine
De Tijdmachine (Engels: The Time Machine) is een sciencefictionroman van de Britse schrijver H.G. Wells uit 1895. Het boek is driemaal verfilmd, en diende als inspiratiebron voor andere werken.

## Achtergrond
Wells had al eerder het idee voor een verhaal rondom tijdreizen, dat hij verwerkte tot het minder bekende The Chronic Argonauts. Hij wilde dit verhaal als basis gebruiken voor een reeks verhalen voor de Pall Mall Gazette, maar de uitgever vroeg hem in plaats daarvan rond hetzelfde thema een roman te schrijven.
Het in 1895 gepubliceerde boek presenteert tijd als een vierde dimensie waar de hoofdpersoon met een machine doorheen kan reizen en het reflecteert Wells' socialistische politieke kijk op de wereld. Het boek introduceerde tevens het concept van tijdreizen met behulp van een apparaat dat de gebruiker in staat stelt zelf te bepalen waar hij heen wil. Dit gegeven is later in veel andere media overgenomen.
Het verhaal heeft de vorm van een soort dubbele raamvertelling; de ik-verteller die in het hele verhaal aan het woord is, is een geleerde die verslag doet van de gebeurtenissen die zijn collega, bekend als "de tijdreiziger", op diens reis door de verre toekomst heeft meegemaakt en op zijn beurt aan de ik-verteller heeft verteld.
In de Verenigde Staten, Australië, Canada en Europa hoort "the Timemachine" inmiddels tot het publiek domein.

## Verhaal
De protagonist is een niet bij naam genoemde uitvinder/wetenschapper, wonend in Londen. In het boek wordt hij door de ik-verteller enkel aangeduid als “de tijdreiziger”. Hij demonstreert zijn collega's aan het begin van het verhaal een wetenschappelijk model waarin er een vierde dimensie bestaat waarlangs men zich door de tijd kan voortbewegen. Hij bouwt een grotere machine gebaseerd op zijn schaalmodel, en vertrekt voor enige tijd naar de toekomst. Als de tijdreiziger een paar uur later terugkomt, maakt hij een volslagen verwilderde indruk. Hij is doodsbleek en heeft een diepe snee op zijn gezicht. Hij gaat aan de dinertafel zitten en eet en drinkt eerst wat om op krachten te komen. Dan begint hij zijn disgenoten te vertellen over zijn reis en ervaringen.
Hij zag eerst de razendsnelle evolutie van zijn omgeving naarmate hij verder vooruit in de tijd reisde. Uiteindelijk belandde hij in het jaar 802 701, waar hij een sterk vereenvoudigde en schijnbaar vredelievende samenleving aantrof vol gelukkige, eenvoudig levende mensen die zich de Eloi noemden. Ze waren ongeveer 1,22 m groot met een roze huid. Ze waren niet bijster intelligent en spraken in een vreemde taal. Ze werkten niet, en leefden van een dieet dat louter bestond uit fruit. Het landschap van wat ooit Londen was, was verworden tot een soort gigantische tuin met nog wat restanten van eerdere gebouwen. Er staat alleen nog een sfinx die wel intact is. Grotere dieren dan knaagdieren zijn nergens meer te bekennen.
De tijdreiziger werd door de Eloi ontvangen met nieuwsgierigheid, en totaal geen angst. Het verschil in taal en intelligentie maakte dat de tijdreiziger maar lastig kon communiceren met de Eloi. Hij vermoedde echter dat ze het resultaat zijn van de pogingen van de mensheid om de natuur naar haar hand te zetten met technologie, politiek en creativiteit. Toen dit doel was bereikt, zijn de nazaten van de huidige mensen, de Eloi, steeds meer gedevalueerd. Zonder enige noodzaak voor meer technologie en landbouw zijn zij in tegenstelling tot hun voorouders totaal niet nieuwsgierig naar de wereld. Zonder werk zijn ze tevens fysiek zwak geworden. Hun samenleving kent geen hiërarchie, geen misdaad en geen oorlog meer. Al met al lijkt het dus een utopie. Dan merkt de tijdreiziger dat zijn machine is verdwenen. De Eloi weten van niets.
De tijdreiziger brengt noodgedwongen langere tijd door bij de Eloi. In die tijd maakt hij een paar vreemde dingen mee; zo ziet hij een keer 's nachts in het donker in de verte onbekende witte wezentjes – het kunnen geen Eloi zijn – die een lichaam wegslepen. Ook redt hij een vrouwelijke Eloi, Weena, van verdrinking, waarna zij hem overal blijft volgen. De tijdreiziger ontdekt dat het utopie van de Eloi toch verre van perfect is. Het blijkt dat de mensheid zich in de loop van honderdduizenden jaren tot twee soorten heeft ontwikkeld. De ene soort zijn de mooie maar domme Eloi, de andere soort zijn de agressieve en beestachtige Morlocks, vleeseters die zich voeden met de Eloi. De Morlocks moeten de afstammelingen zijn van de straatarme arbeiders uit de industriële revolutie, die in de tijd waarin de verteller leeft (Wells' eigen tijd) tegen een hongerloon lange dagen in de fabriek moeten werken. De Morlocks leven overdag ondergronds omdat ze het daglicht niet langer verdragen. 's Nachts komen ze naar boven om te gaan eten. Vandaar dat de Eloi zo onverschillig zijn; ze weten dat ze elke nacht verslonden kunnen worden en hechten daarom nergens aan, ook niet aan hun eigen leven en dat van elkaar. Weena hadden ze gewoon laten verdrinken als de tijdreiziger haar niet had gered.
Er volgen nog meer avonturen en omzwervingen. De tijdreiziger bezoekt met Weena de ruïnes van een museum (hij vermoedt dat het het South Kensington Museum is) waarin een heleboel menselijke kennis van vroeger nog is bewaard, maar inmiddels is alles onleesbaar geworden doordat het papier na al die tijd natuurlijk is vergaan. Weena komt om het leven bij een bosbrand, die de tijdreiziger heeft aangestoken met de bedoeling de Morlocks uit de buurt te houden. De tijdreiziger weet uiteindelijk zijn machine toch terug te stelen van de Morlocks. Het blijkt dat de Morlocks de sfinx hebben verplaatst om de tijdmachine erin te verbergen. In zijn haast om aan de Morlocks te ontkomen reist hij per ongeluk nog verder de toekomst in, ongeveer 30 miljoen jaar, terwijl hij van plan was terug te keren naar de 19e eeuw.
Daar belandt hij in een aarde die in niets meer lijkt op wat hij kent. Eerst ziet hij ondanks de hoge snelheid waarmee hij nog steeds reist het dag-nachtritme weer zichtbaar worden, wat betekent dat de zon steeds langzamer over de hemel beweegt en de dagen en nachten op aarde dus eeuwen duren. De aarde draait ten slotte helemaal niet meer om haar as, dus de zon gaat nergens meer op of onder. Daarnaast is de nu rode zon inmiddels aan het eind van haar leven, waardoor het nu overal steenkoud is. De hemel is niet blauw meer, maar rood-zwart. Alleen een ras van rode krabachtige wezens kan nog op de aarde leven. Vanaf dit punt maakt hij nog een paar kleine sprongen vooruit in de tijd. Dan is al het leven uitgestorven, behalve wat korstmossen en een soort inktvissen ter grootte van een voetbal.
Nu hij dit heeft gezien, heeft de tijdreiziger er genoeg van en gaat weer huiswaarts. Hij keert terug naar zijn laboratorium, drie uur gerekend vanaf het moment dat hij oorspronkelijk was vertrokken. Daar zet hij rustig al zijn bevindingen op een rij en vertelt zijn avonturen aan zijn vrienden. De volgende dag maakt hij zich klaar voor een tweede reis. Ditmaal neemt hij een knapzak en een camera mee. Hij belooft dat hij over een half uur terug zal zijn, maar drie jaar later is de tijdreiziger nog altijd spoorloos. Waar hij nu is, en wat er met hem is gebeurd, blijft een mysterie. Aan de hand van het feit dat de tijdreiziger spoorloos verdwenen is, verklaart de ik-verteller hoe het komt dat de technologie van het tijdreizen thans niet bekend is.

## Film- en televisiebewerkingen
De eerste visuele bewerking van het boek was een live-televisie-uitzending op 25 januari 1949 door de BBC. Hierin speelde Russell Napier de tijdreiziger. Er bestaat geen opname meer van deze uitzending.
In 1960 werd het boek voor het eerst verfilmd door regisseur George Pal (die in 1953 reeds een moderne versie had gemaakt van Wells' The War of the Worlds). Deze film is meer een avonturenverhaal dan dat het boek dat is. 33 jaar later werd een combinatie sequel/documentaire gemaakt op deze film getiteld Time Machine: The Journey Back. Deze film werd geregisseerd door Clyde Lucas.
In 1978 verscheen een low budget televisiefilm gebaseerd op het boek.
De recentste verfilming van het boek stamt uit 2002. Hierin speelt Guy Pearce de tijdreiziger, die in de film wel een naam krijgt: Alexander Hartdegen. De film geeft ook een motief voor de tijdreiziger om zijn machine te bouwen: hij wil de dood van zijn vriendin voorkomen. De film werd geregisseerd door Wells' achterkleinzoon Simon Wells.

## Onjuistheden
Het verhaal is gebaseerd op de wetenschappelijke inzichten uit Wells' tijd, waarvan er een aantal inmiddels zijn achterhaald. Zo was in de 19e eeuw nog niet bekend dat de zon in plaats van kouder juist steeds heter zal worden. In het tijdperk van de Eloi is het klimaat inderdaad heter geworden, maar volgens de tijdreiziger komt dit doordat de aarde bezig is langzaam naar de zon toe te vallen. Ook zal het in werkelijkheid niet slechts enkele tientallen miljoenen, maar nog miljarden jaren duren voordat de zon de fase van een rode reus zal ingaan. Dat de omwentelingssnelheid van de aarde om haar as door de getijden langzaam afneemt is wel bekend, maar dat dit op den duur werkelijk zal leiden tot een volledige stilstand van de aarde is zeer onwaarschijnlijk, mede omdat de maan zich niet eeuwig van de aarde zal blijven verwijderen. De maan lijkt aan het eind van Wells' verhaal overigens spoorloos verdwenen; er schuift wel een groot hemellichaam vlak langs de aarde, maar de tijdreiziger denkt dat dit Mercurius is.

## Vervolgverhalen door andere auteurs
Wells heeft zelf nooit een vervolg geschreven op de Tijdmachine, maar enkele andere auteurs wel. Een aantal voorbeelden:
- The Return of the Time Machine door Egon Friedell, uitgebracht in 1972, draait om een personage dat in verschillende tijden naar de tijdreiziger zoekt.
- The Hertford Manuscript door Richard Cowper, voor het eerst gepubliceerd in 1976. In dit verhaal wordt gesproken van een manuscript waarin de tijdreizigers activiteiten van na het boek staan. Blijkbaar kwam hij nooit terug omdat zijn machine is verwoest door de Morlocks. Hij ontdekte dit pas tijdens zijn laatste poging een tijdreis te maken, waardoor hij vast kwam te zitten in het Londen van 1665.
- Morlock Night door K.W. Jeter, voor het eerst gepubliceerd in 1979. Een steampunkroman waarin de Morlocks zelf een tijdmachine bouwen en het Victoriaanse Londen binnenvallen.
- The Space Machine door Christopher Priest, voor het eerst gepubliceerd in 1976. Hierin gaat er iets fout waardoor de tijdmachine op Mars belandt, net voor de invasie uit The War of the Worlds.
- Time Machine II door George Pal en Joe Morhaim, gepubliceerd in 1981. De tijdreiziger, die in dit verhaal de naam George krijgt, keert met de Eloi Weena terug naar zijn tijd, maar belandt per ongeluk in het Londen van tijdens de Tweede Wereldoorlog. Ze komen om bij een bombardement, maar hun zoon wordt tijdig gered. Jaren later ontdekt deze zijn vaders machine, en besluit zijn ouders op te gaan zoeken.
- The Time Ships, door Stephen Baxter, is voor het eerst gepubliceerd in 1995. Dit vervolg werd officieel goedgekeurd door de Wells Estate. Hierin wil de tijdreiziger de Eloi Weena gaan redden van de Morlocks, maar omdat hij zijn vrienden heeft verteld over zijn avonturen heeft hij onbedoeld de geschiedenis veranderd. Derhalve belandt hij in een andere toekomst dan die hij oorspronkelijk had verlaten, waarin de Morlocks een stuk intelligenter zijn. Uiteindelijk belandt hij in een ingewikkeld netwerk van parallelle universa.
- Het korte verhaal "On the Surface" van Robert J. Sawyer, uitgebracht in 2003. Hierin ontwikkelen de Morlocks een vloot van tijdmachines en gebruiken die om de verre toekomst te veroveren.
- The Man Who Loved Morlocks en The Trouble With Weena (The Truth about Weena) zijn twee verschillende vervolgen door David J. Lake. In het eerste verhaal ontdekt de tijdreiziger dat hij niet kan afreizen naar een tijdperiode die hij al bezocht heeft, en besluit daarom naar een andere tijd te gaan. In het tweede verhaal wordt hij vergezeld door Wells zelf, en redt hij Weena.
- Burt Libe schreef twee vervolgen: Beyond the Time Machine en Tangles in Time, waarin de tijdreiziger zich met Weena vestigt in de 33e eeuw.

## Andere bewerkingen
- In Michael Moorcocks serie Dancers at the End of Time is de tijdreiziger een bijpersonage.
- De tijdreiziger heeft een bijrol in Allan and the Sundered Veil, een verhaal uit het eerste deel van Alan Moore en Kevin O'Neills The League of Extraordinary Gentlemen, Volume I.
- De kleinzoon van de tijdreiziger genaamd "The Rook" speelt een rol in veel verhalen van Warren Publishing.
- In 2006 combineerde Monsterwax Trading Cards de Tijdmachine met twee andere verhalen van Wells, The Island of Dr. Moreau en The War of the Worlds, tot een 102 kaarten tellende trilogie.
- H.G. Wells komt zelf een paar maal voor in de serie Lois and Clark: The New Adventures of Superman, waarin hij de tijdmachine uit zijn eigen boek gebruikt.